# Resolutie 1683 Veiligheidsraad Verenigde Naties
Resolutie 1683 van de Veiligheidsraad van de Verenigde Naties werd unaniem door de VN-Veiligheidsraad aangenomen op 13 juni 2006 en sloot de nieuwe veiligheidsdiensten van Liberia uit van het met resolutie 1521 aangenomen wapenembargo tegen het land.

## Achtergrond
Na de hoogtijdagen onder het decennialange bestuur van William Tubman, die in 1971 overleed, greep Samuel Doe de macht. Diens dictatoriale regime ontwrichtte de economie en er ontstonden rebellengroepen tegen zijn bewind, waaronder die van de latere president Charles Taylor. In 1989 leidde de situatie tot een burgeroorlog waarin de president vermoord werd. De oorlog bleef nog doorgaan tot 1996. Bij de verkiezingen in 1997 werd Charles Taylor verkozen en in 1999 ontstond opnieuw een burgeroorlog toen hem vijandige rebellengroepen delen van het land overnamen. Pas in 2003 kwam er een staakt-het-vuren en werden VN-troepen gestuurd. Taylor ging in ballingschap en de regering van zijn opvolger werd al snel vervangen door een overgangsregering. In 2005 volgden opnieuw verkiezingen, waarna Ellen Johnson-Sirleaf de nieuwe president werd.

## Inhoud

### Waarnemingen
De Veiligheidsraad verwelkomde het leiderschap en de inspanningen van de nieuwe president van Liberia, Ellen Johnson-Sirleaf. De steun van de VN-Missie in Liberia, UNMIL, bleef nodig. Verder moesten er nieuwe Liberiaanse veiligheidstroepen komen om in te staan voor de nationale veiligheid en ordehandhaving.

### Handelingen
Daarom werd beslist dat het wapenembargo uit resolutie 1521 niet van toepassing was op de oefenwapens van de Speciale Veiligheidsdienst en in beperkte mate ook niet op leden van de politie en veiligheidsdiensten die na de komst van UNMIL in oktober 2003 werden opgeleid. Liberia moest hun wapens registreren en het comité dat toezicht hield op het embargo op de hoogte stellen.

## Verwante resoluties
- Resolutie 1647 Veiligheidsraad Verenigde Naties (2005)
- Resolutie 1667 Veiligheidsraad Verenigde Naties
- Resolutie 1689 Veiligheidsraad Verenigde Naties
- Resolutie 1694 Veiligheidsraad Verenigde Naties

Lijst ·  1652 ·  1653 ·  1654 ·  1655 ·  1656 ·  1657 ·  1658 ·  1659 ·  1660 ·  1661 ·  1662 ·  1663 ·  1664 ·  1665 ·  1666 ·  1667 ·  1668 ·  1669 ·  1670 ·  1671 ·  1672 ·  1673 ·  1674 ·  1675 ·  1676 ·  1677 ·  1678 ·  1679 ·  1680 ·  1681 ·  1682 ·  1683 ·  1684 ·  1685 ·  1686 ·  1687 ·  1688 ·  1689 ·  1690 ·  1691 ·  1692 ·  1693 ·  1694 ·  1695 ·  1696 ·  1697 ·  1698 ·  1699 ·  1700 ·  1701 ·  1702 ·  1703 ·  1704 ·  1705 ·  1706 ·  1707 ·  1708 ·  1709 ·  1710 ·  1711 ·  1712 ·  1713 ·  1714 ·  1715 ·  1716 ·  1717 ·  1718 ·  1719 ·  1720 ·  1721 ·  1722 ·  1723 ·  1724 ·  1725 ·  1726 ·  1727 ·  1728 ·  1729 ·  1730 ·  1731 ·  1732 ·  1733 ·  1734 ·  1735 ·  1736 ·  1737 ·  1738